# 魔鬼圣经

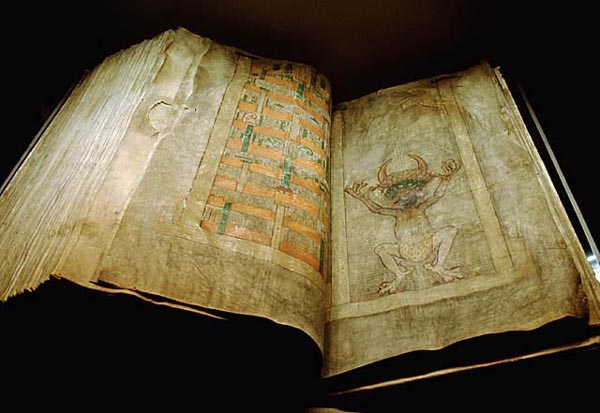
魔鬼圣经

《魔鬼圣经》（拉丁語：Codex Gigas，意为“大书”），是世界上现存最大的中世纪手抄本，于13世纪早期制作于波希米亚地区的一所本笃会修道院内。此书目前存放于斯德哥尔摩市内的瑞典皇家图书馆。此书因其中的巨幅魔鬼插图和抄书人的诡秘传说故事而以“魔鬼圣经”（Devil's Bible）之名著称于世。

## 外观

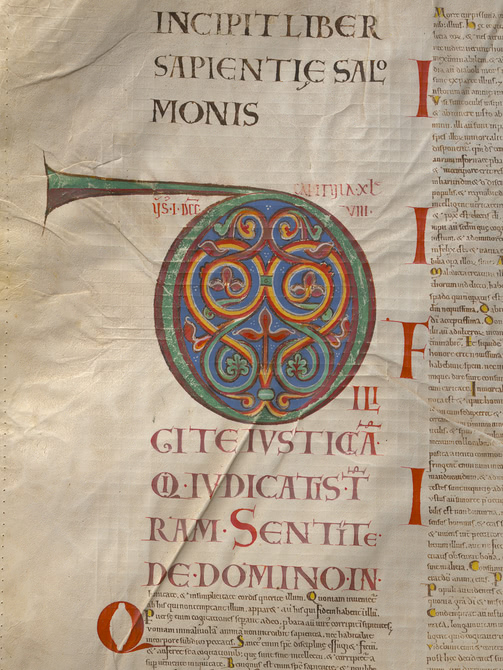
全书装饰华丽精美，段首字母常使用极其夸张的花体字

《魔鬼圣经》用木制封面装订而成，封面包覆着皮革和金属装饰。全书长度为92厘米（36.2英寸），宽度为50厘米（19.7英寸），厚度为22厘米（8.6英寸），是全世界已知的最大的中世纪手抄本书籍。全书重量计75公斤（165磅），最初由320张羊皮纸（取自160张整羊羔皮）构成，但是后来其中的8张被删去。目前尚不清楚是由谁或出于什么样的原因删除了这8张纸，據專家以前後文章推測，可能是當時修道院的清規戒律。
这部手抄本使用了红色、蓝色、黄色、绿色和金色作为装饰色，所有的段首字母都被精心装饰，其中有些甚至夸张地占据了半幅书页。全书所有书写笔迹完全一致，没有任何一个章节显示出由于岁月、疾病或情绪的影响而产生的笔迹变化，这令學者認為这部手抄本是在极短的时间内完成的（见“传说”部分）。但最近的科学研究认为，这部书的抄写过程花费了20年以上的时间。

## 历史
《魔鬼圣经》在1229年成书于波希米亚地区（今捷克西部）的一所本笃会修道院内，该修道院毁于15世纪。《魔鬼圣经》随后被存放在一所熙笃会修道院内，后又被布拉格的本笃会修道院买下。1477年到1593年间，此书存放在布劳莫夫的修道院中。1594年，《魔鬼圣经》作为礼物献给了神圣罗马帝国的皇帝鲁道夫二世，成为了这位爱好神秘主义艺术的君主的众多收藏品之一。
1648年，三十年战争结束时，神圣罗马帝国皇帝的收藏被瑞典军队洗劫一空。《魔鬼圣经》也作为战利品之一被带回斯德哥尔摩。在这之后的三百多年中，此书一直被保存在瑞典皇家图书馆。直到2007年，经过了359年之后，《魔鬼圣经》以租借的形式重返布拉格，在捷克国家图书馆进行了为期4个月的公众展示。

## 内容

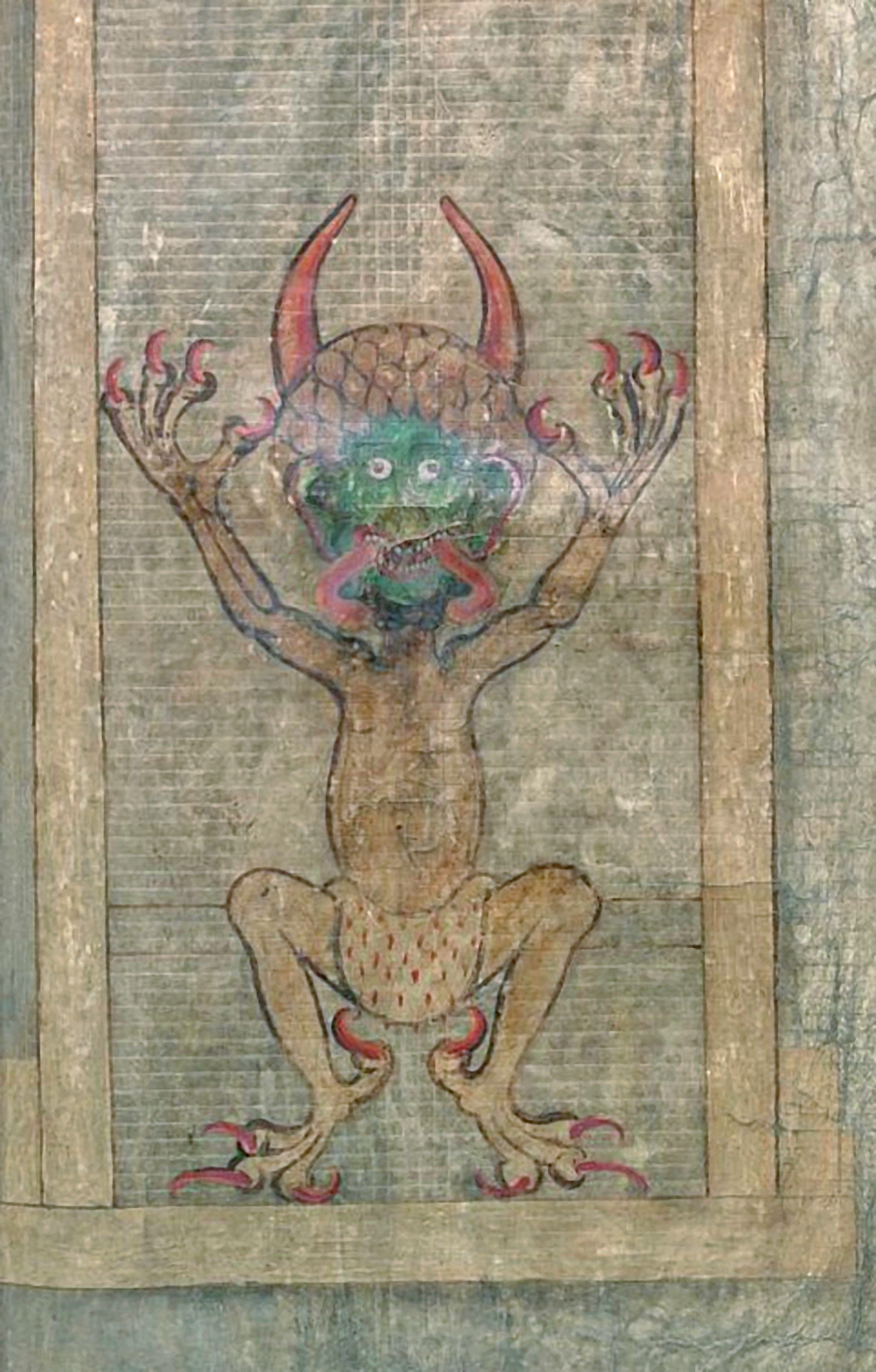
《魔鬼聖經》第290頁的魔鬼肖像，據說是作者為了感謝魔鬼助他完書而畫下。

《魔鬼圣经》收录了包括《旧约》与《新约》在内的全本圣经，其中《使徒行传》和《启示录》为古体拉丁语译本，其他部分均为拉丁语版武加大译本。此书同时也收录了塞维尔大主教圣伊西多尔所著百科全书《词源》、弗拉维奥·约瑟夫斯所著史书《犹太古史》、布拉格的葛斯默所著史书《波希米亚编年史》、众多涉及历史学、词源学和中世纪生理学的文章、包含亡者录的历书、修道院修士的名单、魔法咒语、驱魔仪式和其他地区记录。全书均使用拉丁语抄录。
在本书的第577页上用整页篇幅绘制有一幅独特而著名的魔鬼撒旦画像。而在包括此页在内的附近数页上，文字和纸张都比全书的其他部分更加严重地黑化了。发生这一现象的原因是这幅魔鬼画像经常被翻看，使此页更多地暴露在阳光下，羊皮纸张吸收了更多的紫外线而黑化。而神秘主义者对此现象有另一种解释（见“传说”部分）。

## 传说
传说此书的抄写人是一位修士，因为触犯了修道院的清規，将要受活埋处死。为了逃避严酷的刑罚，他宣誓在一夜之间制作一部包含所有人类知识的书籍以永久彰示修道院的荣光。午夜将近时，他明白自己无法完成这个艰巨的任务，于是将灵魂出卖给魔鬼，在魔鬼的帮助下他抄写完成了全书，并将魔鬼的画像加入了书中以显示撒旦的力量。魔鬼在书中的能量侵蚀着书的拥有者和书本身，使得书的主人遭遇厄运，也使得魔鬼画像附近的书页如同被火烤炙般黑化了。
虽然有这样的传说，但是此书并没有受到宗教裁判所的禁止，《魔鬼圣经》也因而得以被众多学者所研究。许多人认为，之所以会产生这种传说，是因为在当时的历史背景下出现如此大幅的魔鬼画像确实十分罕见而引人注目，而让这部书更加著名的最好办法显然就是把书与魔鬼撒旦联系起来，而事实证明，确实许多人正是为了一睹魔鬼的形象而被这部书所吸引。然而很多人忽视的一点是，在这幅魔鬼画像的对页上，同样用整幅篇幅画着被认为是描述天国景象的图画，许多人认为这正是此书的抄写人为了表示世间善恶并存这一事实的象征。

### 註解
1. ↑  此“活埋”是指當時的一種酷刑，拉丁語為：，即把人活生生地埋進一個由磚牆封閉的狹窄空間，而人在這種不吃不喝，又得不到光明的狀態下，要么是發瘋而死，要么是餓死。